# オベーションブラケット
オベーションブラケットとは、Dr.ロス氏とDr.ウィリアムス氏が提唱したオリジナル・ロス仕様の歯列矯正用ブラケットで、1997年にトミー株式会社が開発製品化した。
日本国内向け製品としては、「シュクセ (Succes) 」、「ミニシュクセ (Mini Succes) 」という販売名で知られている。